# Saison 2025 de l'équipe cycliste Soudal Quick-Step
La saison 2025 de l'équipe Soudal Quick-Step est la vingt-troisième de cette équipe. Elle aborde un nouveau cycle, marqué par une réorganisation de son effectif et une redéfinition stratégique de ses priorités sportives. Malgré le départ de Julian Alaphilippe, figure historique de la formation, le Wolfpack conserve de solides ambitions, porté par ses leaders Remco Evenepoel et Tim Merlier.
Remco Evenepoel, spécialiste des courses à étapes, constitue le pilier de l’équipe sur les Grands Tours. Tim Merlier, champion d’Europe en titre, porte les espoirs de l’équipe sur les étapes de sprint. Sa régularité et sa capacité à dominer les meilleurs sprinteurs mondiaux font de lui un atout essentiel sur des courses comme le Giro d’Italia, le Tour de France, ou diverses classiques d’un jour à profil plat.
Fidèle à son identité offensive, Soudal Quick-Step vise également les classiques, avec une attention particulière portée aux Flandriennes et aux Ardennaises. Bien que Julian Alaphilippe ne figure plus dans l’effectif, l’équipe entend maintenir son héritage sur les classiques pavées et renforcer sa présence sur les courses de prestige du calendrier printanier. Ainsi, la saison 2025 repose sur une stratégie tripartite : viser les classements généraux des Grands Tours, remporter un maximum d’étapes au sprint, et performer sur les classiques historiques.

## Coureurs et encadrement technique

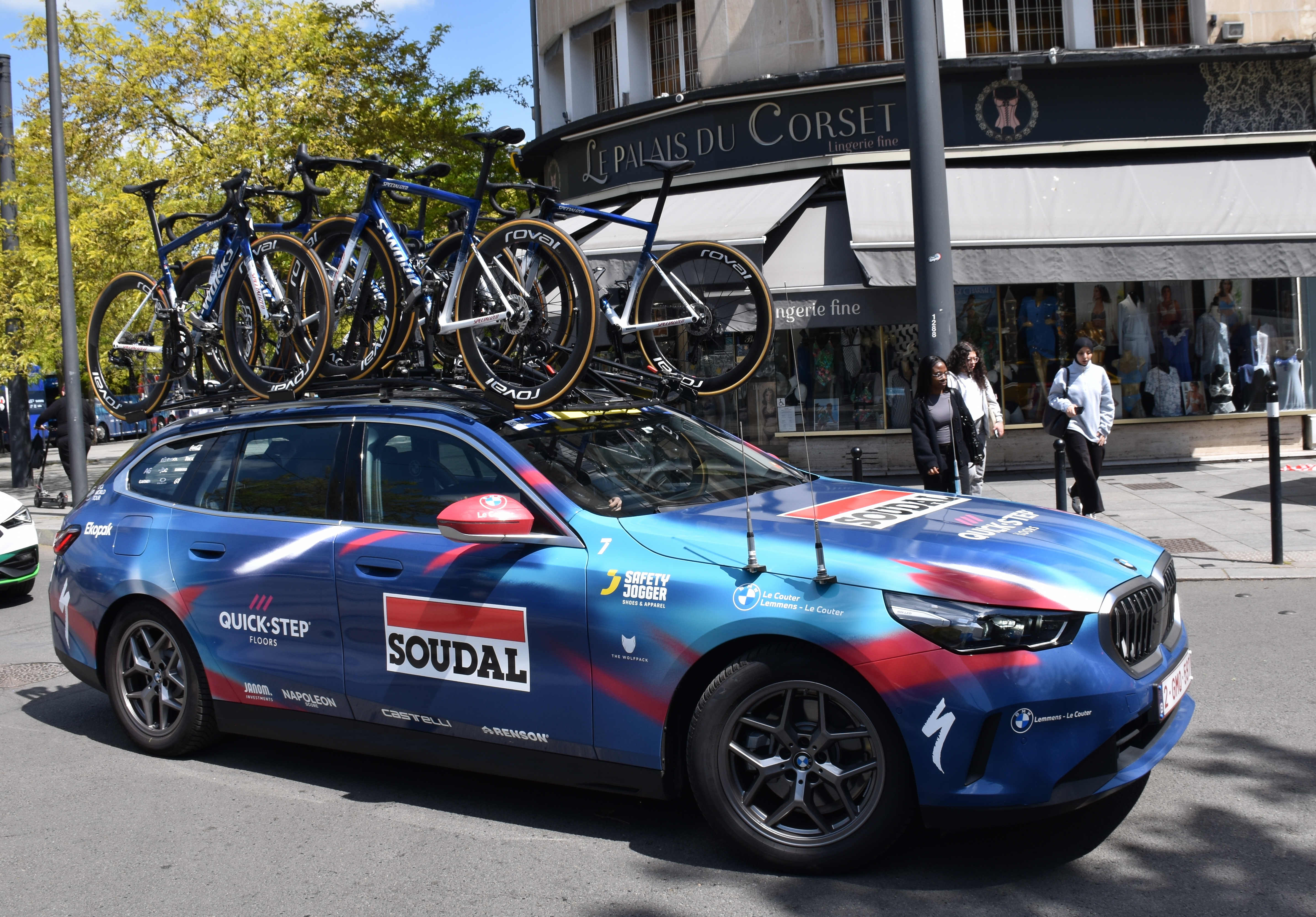
Véhicule Soudal Quick-Step lors des Quatre Jours de Dunkerque 2025

### Effectif
| Coureur                 | Date de Nais.     | Nationalité        | Équipe en 2024             | Vict. | Cont.             | Maillot dist.                         |
| ----------------------- | ----------------- | ------------------ | -------------------------- | ----- | ----------------- | ------------------------------------- |
| Ayco Bastiaens          | 3 juin 1996       | Belgique           | Soudal Quick-Step          | 0     | 01/2024 - 12/2025 |                                       |
| Mattia Cattaneo         | 25 octobre 1990   | Italie             | Soudal Quick-Step          | 0     | 01/2020 - 12/2025 |                                       |
| Josef Černý             | 11 mai 1993       | République tchèque | Soudal Quick-Step          | 0     | 01/2021 - 12/2025 |                                       |
| Pascal Eenkhoorn        | 8 février 1997    | Pays-Bas           | Lotto Dstny                | 0     | 01/2025 - 12/2026 |                                       |
| Remco Evenepoel         | 25 janvier 2000   | Belgique           | Soudal Quick-Step          | 5     | 01/2019 - 12/2026 | - Contre-la-montre - Contre-la-montre |
| Gianmarco Garofoli      | 6 octobre 2002    | Italie             | Astana Qazaqstan           | 0     | 01/2025 - 12/2025 |                                       |
| Gil Gelders             | 16 décembre 2002  | Belgique           | Soudal Quick-Step          | 0     | 01/2024 - 12/2025 |                                       |
| Ethan Hayter            | 18 septembre 1998 | Grande-Bretagne    | Ineos Grenadiers           | 2     | 01/2025 - 12/2026 | - Contre-la-montre                    |
| Antoine Huby            | 19 janvier 2002   | France             | Soudal Quick-Step          | 0     | 01/2024 - 12/2025 |                                       |
| James Knox              | 4 novembre 1995   | Grande-Bretagne    | Soudal Quick-Step          | 0     | 01/2018 - 12/2025 |                                       |
| Yves Lampaert           | 10 mai 1991       | Belgique           | Soudal Quick-Step          | 0     | 01/2015 - 12/2025 |                                       |
| Luke Lamperti           | 31 décembre 2002  | États-Unis         | Soudal Quick-Step          | 1     | 01/2024 - 12/2025 |                                       |
| Mikel Landa             | 13 décembre 1989  | Espagne            | Soudal Quick-Step          | 0     | 01/2024 - 12/2026 |                                       |
| Junior Lecerf           | 15 octobre 2002   | Belgique           | Soudal Quick-Step          | 2     | 01/2024 - 12/2026 |                                       |
| Paul Magnier            | 14 avril 2004     | France             | Soudal Quick-Step          | 5     | 01/2024 - 12/2027 |                                       |
| Tim Merlier             | 30 octobre 1992   | Belgique           | Soudal Quick-Step          | 13    | 01/2023 - 12/2028 | - Route                               |
| Valentin Paret-Peintre  | 14 janvier 2001   | France             | Decathlon AG2R La Mondiale | 2     | 01/2025 - 12/2026 |                                       |
| Casper Pedersen         | 15 mars 1996      | Danemark           | Soudal Quick-Step          | 0     | 01/2023 - 12/2026 |                                       |
| Andrea Raccagni Noviero | 26 janvier 2004   | Italie             | Soudal Quick-Step Devo.    | 0     | 01/2025 - 12/2027 |                                       |
| Pepijn Reinderink       | 4 mai 2002        | Pays-Bas           | Soudal Quick-Step          | 0     | 01/2024 - 12/2025 |                                       |
| Maximilian Schachmann   | 9 janvier 1994    | Allemagne          | Red Bull-Bora-Hansgrohe    | 2     | 01/2025 - 12/2026 | - Contre-la-montre                    |
| Pieter Serry            | 21 novembre 1988  | Belgique           | Soudal Quick-Step          | 0     | 01/2013 - 12/2025 |                                       |
| Martin Svrček           | 17 février 2003   | Slovaquie          | Soudal Quick-Step          | 0     | 07/2022 - 12/2025 |                                       |
| Dries Van Gestel        | 30 septembre 1994 | Belgique           | TotalEnergies              | 0     | 07/2025 - 12/2026 |                                       |
| Bert Van Lerberghe      | 29 septembre 1992 | Belgique           | Soudal Quick-Step          | 0     | 01/2020 - 12/2028 |                                       |
| Ilan Van Wilder         | 14 mai 2000       | Belgique           | Soudal Quick-Step          | 0     | 11/2021 - 12/2025 |                                       |
| Warre Vangheluwe        | 23 juillet 2001   | Belgique           | Soudal Quick-Step          | 0     | 01/2024 - 12/2025 |                                       |
| Mauri Vansevenant       | 1er juin 1999     | Belgique           | Soudal Quick-Step          | 0     | 07/2020 - 12/2026 |                                       |
| Louis Vervaeke          | 6 octobre 1993    | Belgique           | Soudal Quick-Step          | 1     | 01/2022 - 12/2025 |                                       |
| Jordi Warlop            | 4 juin 1996       | Belgique           | Soudal Quick-Step          | 0     | 01/2024 - 12/2025 |                                       |

## Champions nationaux, continentaux et mondiaux
| Date         | Course                                             | Maillot | Coureurs              | Pays           | Lieu                |
| ------------ | -------------------------------------------------- | ------- | --------------------- | -------------- | ------------------- |
| 26 juin 2025 | Championnat de Grande-Bretagne du contre-la-montre |         | Ethan Hayter          | Pays de Galles | Aberaeron           |
| 27 juin 2025 | Championnat d'Allemagne du contre-la-montre        |         | Maximilian Schachmann | Allemagne      | Ramstein-Miesenbach |
| 27 juin 2025 | Championnat de Belgique du contre-la-montre        |         | Remco Evenepoel       | Belgique       | Brasschaat          |